# Sanya Richards-Ross
Pour les articles homonymes, voir Richards.
Sanya Richards (mariée Ross, née le 26 février 1985 à Kingston en Jamaïque) est une athlète jamaïcaine naturalisée américaine spécialiste du 400 mètres, quadruple championne olympique, sur le relais 4 × 400m (2004, 2008, 2012) et en individuel sur le tour de piste, le 5 août 2012 au Stade olympique de Londres

## Biographie

### Chez les juniors
À l'âge de douze ans, elle part aux États-Unis. En 2000, elle est naturalisée américaine. Elle est entraînée par Clyde Hart.
En 2002, elle participe aux Championnats du monde junior à Kingston où elle remporte deux médailles, le bronze sur le 200 m et l'argent sur le 400 m.
L'année suivante, elle participe à ses premiers mondiaux d'athlétisme à Paris. Elle échoue en demi-finale lors du 400 m puis remporte un premier titre mondial lors du relais 4 × 400.
Elle progresse l'année suivante en participant à la finale olympique du 400 m des Jeux olympiques d'Athènes. Elle remporte ensuite son premier titre olympique avec le relais 4 × 400.
En 2005, elle réalise la meilleure performance mondiale de l'année au Weltklasse Zürich avec 48 s 92, étant la seule à descendre sous les 49 secondes. Juste avant cette réunion en Suisse, elle termine à la seconde place du Championnat du monde d'Helsinki.

### 2006: invincible, victoire en Golden League et record des Etats-Unis (48 s 70)

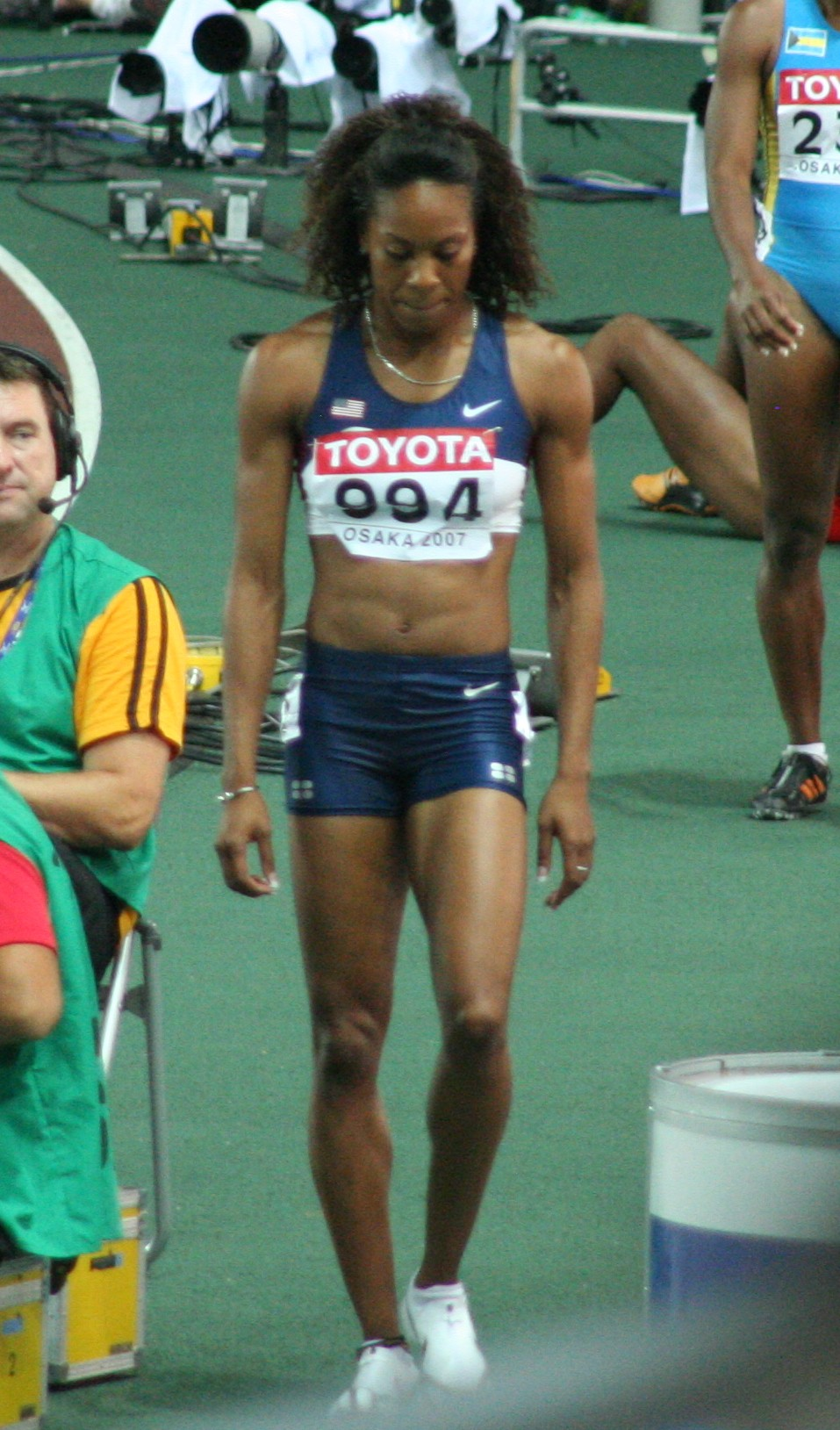
Sanya Richards lors des Championnats du monde d'Osaka en 2007.

En réalisant le sans faute lors des meeting de la Golden League 2006, elle fait alors partie des trois athlètes, avec Asafa Powell et Jeremy Wariner, qui se partagent le demi-million de dollars réservé aux vainqueurs de tous les meetings, l'autre partie du million se partageant cette année-là entre tous les vainqueurs d'au moins 5 meetings. En septembre, Sanya Richards termine sa saison à la coupe du monde d'Athènes où elle établit un nouveau record des États-Unis sur 400 m grâce à un chrono de 48 s 70. Ces performances lui permettent d'être nommée athlète féminine de l'année 2006 par l'IAAF.
En 2007, elle échoue à la quatrième du place de sa discipline du 400 m aux Championnats des États-Unis d'athlétisme ce qui la prive des Championnats du monde d'Osaka. Toutefois, une seconde place sur le 200 m lui permet de se rendre au Japon. Lors des mondiaux, elle termine le 200 m à la cinquième place. Sa quatrième place des Trials lui donne une place dans le relais 4 × 400, course remportée par le relais américain. Son échec au championnat américain donne une importance plus grande à sa saison de Golden League. Elle remporte les six courses de celle-ci et remportent son second succès consécutif, partageant le million de dollars réservé aux vainqueurs avec la perchiste russe Yelena Isinbayeva. Elle savoure d'autant plus son succès qu'elle remporte la dernière épreuve, lors de l'ISTAF Berlin, devant les trois premières des mondiaux d'Osaka,.

### Médaille olympique sur 400 m à Pékin en 2008
Pour la saison 2008, elle envisage de doubler les distance du 200 m et du 400 m. Sa demande de modification du calendrier olympique est refusé par l'IAAF. Avec sa victoire aux Championnats des États-Unis, elle obtient son passeport pour les Jeux olympiques de 2008 de Pékin. Lors de la finale, elle remporte la médaille de bronze sur 400 m, devancée par Christine Ohuruogu et Shericka Williams. Avec le relais 4 × 400 m, elle remporte sa seconde médaille d'or olympique. En fin de saison, elle remporte la Finale mondiale de Stuttgart, devançant la championne olympique.
Elle gagne le 400 m des championnats des États-Unis 2009 à Eugene en 50 s 05. Avec une 36e course terminée sous les 50 secondes, elle bat, lors du Golden Gala de Rome, le précédent record de Marita Koch. Elle a deux objectifs principaux pour la saison : remporter un premier titre mondial individuel lors des Championnats du monde de 2009 de Berlin. Elle désire également remporter la Golden League pour la troisième place.

### Championne du monde du 400 m en 2009

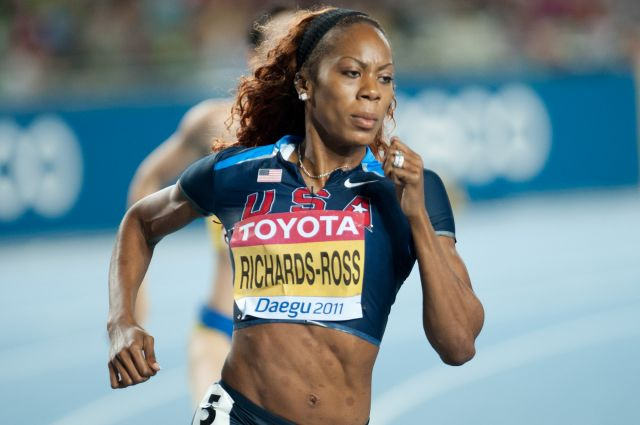
Championnats du monde 2011 à Daegu

Elle réalise le premier de ses objectifs en remportant la finale des mondiaux de Berlin en 49 s 00, devançant la Jamaïcaine Shericka Williams et la Russe Antonina Krivoshapka. Elle remporte ensuite, avec ses compatriotes Debbie Dunn, Allyson Felix et Lashinda Demus, son deuxième titre des championnats lors du relais 4 × 400 mètres dans le temps de 3 min 17 s 83.

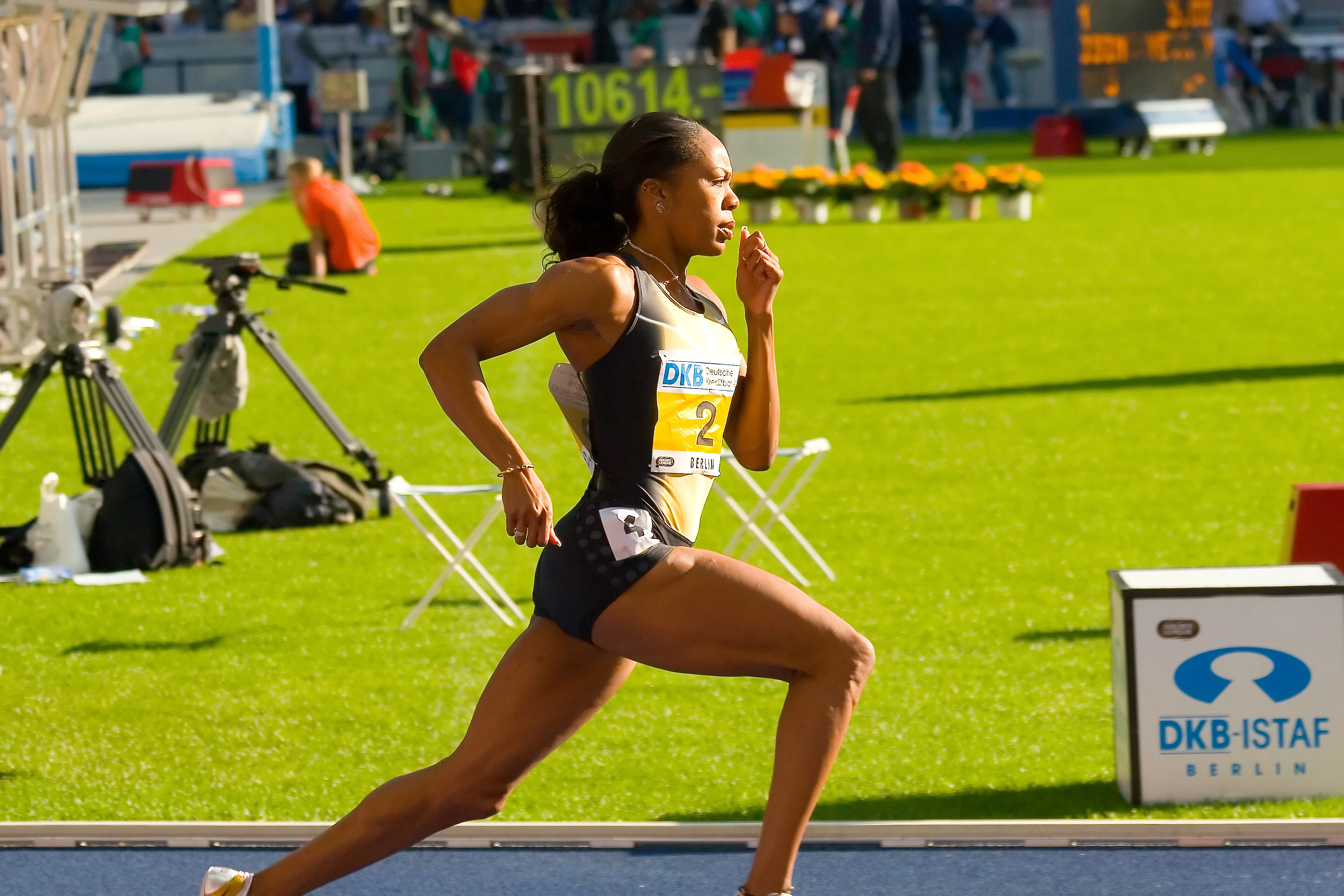
ISTAF Berlin 2007

Après les mondiaux, elle remporte les deux meeting de la Golden League. Elle est invaincue en Golden League depuis août 2004 et sa victoire au Mémorial Van Damme est sa 23e consécutive. Elle partage le million de dollar de prix avec la Russe Yelena Isinbayeva et l'Éthiopien Kenenisa Bekele. Elle établit également dans cette course la meilleure performance mondiale de la saison en 48 s 83. Elle se rend ensuite à la finale mondiale de l'athlétisme à Thessalonique où elle remporte le 400 m et termine seconde du 200 m derrière Allyson Felix.
Elle est distinguée par la fédération américaine en recevant le prix Jesse-Owens en 2009, aux côtés de Tyson Gay. C'est la seconde fois de sa carrière qu'elle obtient ce prix puisqu'en 2006 elle l'avait emporté aux côtés de Jeremy Wariner. Elle annonce par ailleurs sa participation sur 400 m à la Ligue de Diamant dont est l'une des ambassadrices. Le 26 février 2010, elle compte se marier avec Aaron Ross, un joueur de football américain évoluant en NFL, c'est la raison pour laquelle elle fait l'impasse sur la saison en salle. Le 22 novembre, à Monaco, elle reçoit le trophée de l'athlète de l'année de la part de la Fondation internationale d'athlétisme, récompense qu'elle avait déjà obtenue en 2006.

### 2011: année mitigée
Fin juin 2011, lors des Championnats des États-Unis, à Eugene, elle échoue dans son pari de se qualifier pour les Championnats du monde de Daegu sur 200 m: elle prend la 7e place de la finale, à 53/100 de Shalonda Solomon, victorieuse. Elle établit début août le temps de 49 s 66, deuxième meilleure performance mondiale provisoire de l'année 2011, lors du British Grand Prix de Londres.
Elle remporte la médaille d'or du relais 4 × 400 m lors des Championnats du monde de Daegu en compagnie de ses compatriotes Allyson Felix, Jessica Beard et Francena McCorory. L'équipe américaine, qui devance finalement la Jamaïque et la Russie, établit la meilleure performance mondiale de l'année 3 min 18 s 09.

### 2012: titre mondial en salle et titre olympique sur 400 m

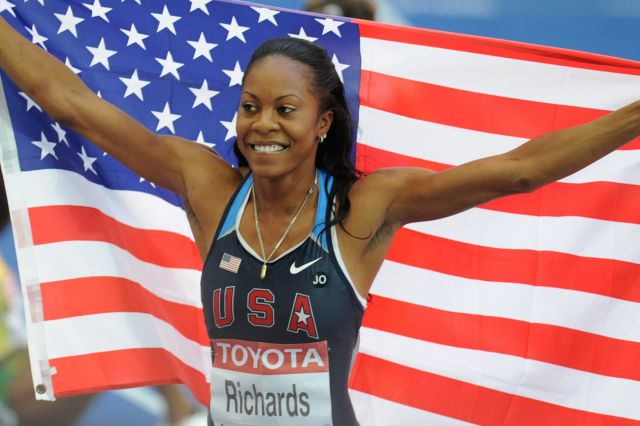
Championnats du monde 2009 à Berlin

En juin 2012, Sanya Richards-Ross améliore de 8/100 son record personnel sur 200 m en parcourant la distance en 22 s 09 (-0,3 m/s) lors du meeting Adidas Grand Prix de New York, signant ainsi la meilleure performance mondiale de l'année. Fin juin, lors des sélections olympiques américaines de Eugene, elle obtient sa qualification pour les Jeux de Londres en terminant première de l'épreuve du 400 m en 49 s 28, devant Dee Dee Trotter et Francena McCorory, réalisant à cette occasion la meilleure performance mondiale de l'année.

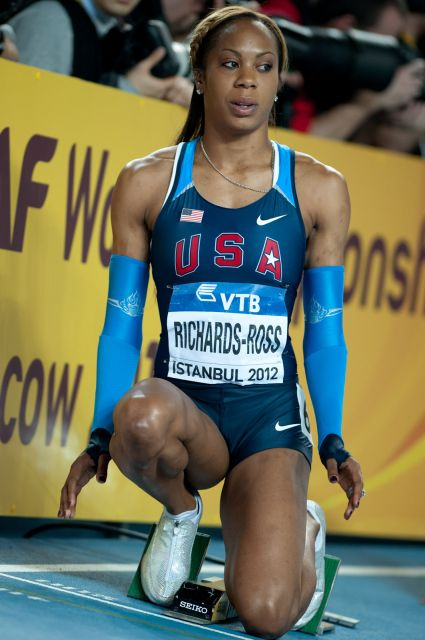
Sanya Richards-Ross lors des mondiaux en salle 2012.

En août 2012, lors des Jeux olympiques de Londres, l'Américaine s’adjuge le titre du 400 m en 49 s 55, devant la tenante du titre britannique Christine Ohuruogu (49 s 70) et l'autre Américaine DeeDee Trotter (49 s 72). En fin de compétition, elle remporte la médaille d'or du relais 4 × 400 m aux côtés de DeeDee Trotter, Francena McCorory et Allyson Felix. L'équipe des États-Unis s'impose en 3 min 16 s 87, devant la Russie et la Jamaïque.

### 2014 et 2015
En 2014 et 2015, elle remporte trois médailles d'or aux Relais mondiaux de l'IAAF se déroulant aux Bahamas : deux sur le 4 x 400 m et une sur le relais medley. Aux Championnats du monde de Pékin, elle remporte la médaille d'argent du relais 4 x 400 m. Elle n'a pas participé aux 400 m individuel, ayant été éliminée en demi-finale des Championnats des États-Unis. Dans une interview le 28 décembre, elle explique ses contre-performances par le fait de s'être sur-entrainée.

### Retraite sportive (2016)
Le 25 avril 2016, Richards-Ross annonce que 2016 sera sa dernière saison et qu'elle mettra un terme à sa carrière après les Jeux olympiques de Rio. Elle abandonne en milieu de course des séries des sélections olympiques américaines, sentant qu'elle n'avait plus la force de continuer. Cet abandon précipite l'arrêt de sa carrière, à l'âge de 31 ans.

## Carrière post-athlétique
Après sa carrière, elle continue sa présence dans le monde du sport en étant commentatrice sportive pour la BBC aux Jeux olympiques de Rio de Janeiro.
Le 14 février 2017, elle annonce que son mari Aaron Ross et elle attendent leur premier enfant, un garçon, pour l'été 2017. Elle donne naissance à Aaron Jermaine Ross II le 12 août.
Le 6 juin 2017, elle publie son autobiographie « Chasing Grace » qui retrace sa carrière d'athlète professionnelle mêlée à ses rêves et aussi sa vie extra-sportive. Elle révèle avoir été enceinte en 2008 et avoir avorté un jour avant son départ pour les Jeux olympiques de Pékin.
En 2022, elle a rejoint l’émission de téléréalité Les Real Housewives d'Atlanta durant 2 saisons (14 et 15).

## Palmarès

### International
| Date | Compétition                    | Lieu             | Résultat | Épreuve   | Temps          |
| ---- | ------------------------------ | ---------------- | -------- | --------- | -------------- |
| 2002 | Championnats du monde juniors  | Kingston         | 3e       | 200 m     | 23 s 09        |
| 2002 | Championnats du monde juniors  | Kingston         | 2e       | 400 m     | 51 s 49        |
| 2003 | Championnats du monde          | Paris            | 1re      | 4 × 400 m | 3 min 22 s 63  |
| 2004 | Jeux olympiques                | Athènes          | 6e       | 400 m     | 50 s 19        |
| 2004 | Jeux olympiques                | Athènes          | 1re      | 4 × 400 m | 3 min 19 s 01  |
| 2005 | Championnats du monde          | Helsinki         | 2e       | 400 m     | 49 s 74        |
| 2005 | Finale mondiale                | Monaco           | 1re      | 400 m     | 49 s 52        |
| 2006 | Finale mondiale                | Stuttgart        | 2e       | 200 m     | 22 s 17        |
| 2006 | Finale mondiale                | Stuttgart        | 1re      | 400 m     | 49 s 25        |
| 2006 | Coupe du monde                 | Athènes          | 1re      | 200 m     | 22 s 23        |
| 2006 | Coupe du monde                 | Athènes          | 1re      | 400 m     | 48 s 70        |
| 2007 | Championnats du monde          | Osaka            | 5e       | 200 m     | 22 s 70        |
| 2007 | Championnats du monde          | Osaka            | 1re      | 4 × 400 m | 3 min 18 s 55  |
| 2007 | Finale mondiale                | Stuttgart        | 1re      | 400 m     | 49 s 27        |
| 2008 | Jeux olympiques                | Pékin            | 3e       | 400 m     | 49 s 93        |
| 2008 | Jeux olympiques                | Pékin            | 1re      | 4 × 400 m | 3 min 18 s 54  |
| 2008 | Finale mondiale                | Stuttgart        | 1re      | 200 m     | 22 s 50        |
| 2008 | Finale mondiale                | Stuttgart        | 1re      | 400 m     | 50 s 41        |
| 2009 | Championnats du monde          | Berlin           | 1re      | 400 m     | 49 s 00        |
| 2009 | Championnats du monde          | Berlin           | 1re      | 4 × 400 m | 3 min 17 s 83  |
| 2009 | Finale mondiale                | Thessalonique    | 2e       | 200 m     | 22 s 29        |
| 2009 | Finale mondiale                | Thessalonique    | 1re      | 400 m     | 49 s 95        |
| 2011 | Championnats du monde          | Daegu            | 6e       | 400 m     | 51 s 32        |
| 2011 | Championnats du monde          | Daegu            | 1re      | 4 × 400 m | 3 min 18 s 09  |
| 2012 | Championnats du monde en salle | Istanbul         | 1re      | 400 m     | 50 s 79        |
| 2012 | Championnats du monde en salle | Istanbul         | 2e       | 4 × 400 m | 3 min 28 s 79  |
| 2012 | Jeux olympiques                | Londres          | 5e       | 200 m     | 22 s 39        |
| 2012 | Jeux olympiques                | Londres          | 1re      | 400 m     | 49 s 55        |
| 2012 | Jeux olympiques                | Londres          | 1re      | 4 × 400 m | 3 min 16 s 87  |
| 2014 | Relais mondiaux de l'IAAF      | Nassau           | 1re      | 4 × 400 m | 3 min 21 s 73  |
| 2014 | Ligue de diamant               | Ligue de diamant | 2e       | 400 m     | détails        |
| 2015 | Relais mondiaux de l'IAAF      | Nassau           | 1re      | 4 × 400 m | 3 min 19 s 39  |
| 2015 | Relais mondiaux de l'IAAF      | Nassau           | 1re      | r. medley | 10 min 36 s 50 |
| 2015 | Championnats du monde          | Pékin            | 2e       | 4 x 400 m | 3 min 19 s 44  |

### National
- Championnats des États-Unis :
  - En plein air : vainqueur du 400 m en 2003, 2005, 2006, 2008, 2009 et 2012 ; 2e en 2004
  - En salle : vainqueur du 400 m en 2012
- Championnats NCAA : vainqueur du 400 m en 2003

### Autres
- Vainqueur de la Golden League 2006, 2007 et 2009
- Athlète de l'année 2006 et 2009

## Records
| Épreuve      | Épreuve | Performance | Lieu         | Date              |
| ------------ | ------- | ----------- | ------------ | ----------------- |
| En plein air | 100 m   | 10 s 97     | Shanghai     | 28 septembre 2007 |
| En plein air | 200 m   | 22 s 09     | New York     | 9 juin 2012       |
| En plein air | 400 m   | 48 s 70     | Athènes      | 16 septembre 2006 |
| En salle     | 60 m    | 7 s 21      | Lincoln      | 28 février 2004   |
| En salle     | 200 m   | 22 s 49     | Fayetteville | 12 mars 2004      |
| En salle     | 400 m   | 50 s 71     | Albuquerque  | 26 février 2012   |